# The Flying Saucer (bài hát)
"The Flying Saucer" (còn gọi là "The Flying Saucer Parts 1 & 2") là một đĩa nhạc mới do Bill Buchanan và Dickie Goodman (đơn giản chỉ gọi là "Buchanan & Goodman") phát hành. Bài hát được coi là một ví dụ ban đầu (có lẽ là sớm nhất) của một bản mashup, bao gồm các phân đoạn của những bài hát nổi tiếng đan xen với phần bình luận "tin tức" nhằm kể câu chuyện về chuyến viếng thăm từ một chiếc đĩa bay.
Bill Buchanan đóng vai phát thanh viên, nói rằng phi hành gia UFO đang tấn công Trái Đất. Dickie Goodman hóa thân thành tay phóng viên John Cameron-Cameron (dựa trên phát thanh viên John Cameron Swayze ngoài đời thực). Goodman đến thăm lại nhân vật này trong một số đĩa nhạc 'Flying Saucer'.

## Kết cấu
Bài hát sử dụng các đoạn clip từ 17 ca khúc khác nhau, mỗi bài đều nằm trong top 20 hit vào năm 1955 hoặc 1956. Các ca khúc xuất hiện theo trình tự như sau:
1. Side One
  - "Open Up That Door" của Nappy Brown (chỉ có màn dạo đầu bằng saxophone)
  - "The Great Pretender" của The Platters (The Clatters hay gọi là "Too Real")
  - "I Want You to Be My Girl" của The Teenagers có sự hiện diện của Frankie Lymon
  - "Long Tall Sally" của Little Richard
  - "Poor Me" của Fats Domino
  - "Heartbreak Hotel" của Elvis Presley
  - "Earth Angel" của The Penguins (The Pelicans hay gọi là "Earth")
  - "I Hear You Knocking" của Smiley Lewis (Laughing Lewis hay gọi là "Knocking")
  - "Tutti Frutti" của Little Richard
  - "(You've Got) The Magic Touch" của The Platters (The Clatters hay gọi là "Uh-Oh")
  - "The Great Pretender" của The Platters
2. Side Two
  - "Band of Gold" của Don Cherry
  - "Ain't That A Shame" của Fats Domino (Skinny Dynamo hay gọi là "That's A Shame")
  - "Band of Gold" của Don Cherry (again)
  - "Don't Be Angry" của Nappy Brown
  - "Blue Suede Shoes" của Carl Perkins (Pa Gherkins hay gọi là "Shoes")
  - "Maybellene" của Chuck Berry (Huckle Berry hay gọi là "The Motor Cooled Down")
  - "See You Later Alligator" của Bill Haley & His Comets
  - "My Prayer" của nhóm The Platters

## Phát hành và đón nhận
Việc dùng rộng "bản thu âm thử" này đã khiến giới xuất bản âm nhạc đệ đơn kiện Buchanan và Goodman vào tháng 7 năm 1956. Hai người cũng bị các công ty thu âm công kích bằng lời nói, với một nguồn ẩn danh nói với Billboard rằng, "Nếu chúng ta không thể ngăn chặn điều này thì chẳng có gì là an toàn trong công việc kinh doanh của chúng ta nữa". Dù "The Flying Saucer" không phải là đĩa hát đầu tiên trích ra từ các ca khúc nổi tiếng (xem "Cool Whalin'" của Babs Gonzales), nó là đĩa hát nổi tiếng đầu tiên thu âm trực tiếp từ chính các đĩa hát đó. Những tay hài hước đã tự chế giễu tình trạng tiến thoái lưỡng nan của mình bằng cách phát hành một ca khúc tiếp theo mang tên "Buchanan and Goodman on Trial" (Luniverse 102). Đến tháng 11 năm 1956, bài hát mới lạ này được trình lên trước tòa, được dán nhãn mang tính nghệ thuật và khéo léo. Một thẩm phán đã từ chối ban hành lệnh cấm bán đĩa nhạc này. Về cơ bản, bản thu âm này được coi là một tác phẩm mới. Điều này giúp các nghệ sĩ lấy mẫu thu âm các bản nhạc hiện có là hợp pháp—một thực tế đã trở nên rất phổ biến trong những năm sau đó.

## Xếp hạng
| Xếp hạng (1956)                       | Vị trí đầu bảng |
| ------------------------------------- | --------------- |
| US Best Sellers in Stores (Billboard) | 3               |